# Hand of Faith

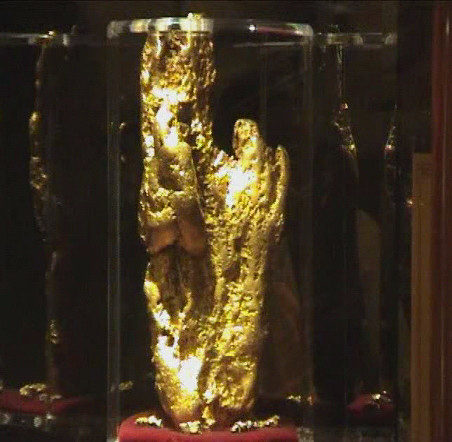
Hand of Faith es la pepita de oro más grande encontrada con un detector de metales.

Hand of Faith (en castellano Mano de fe) es una pepita de oro de alta calidad que fue encontrada por Kevin Hillier el 26 de septiembre de 1980 cerca de Kingower, Victoria, Australia mediante un detector de metales. Con un peso de 875 onzas troy (27,21 kg, o 27 libras troy y 11 onces troy), la pepita se encontraba a tan solo 30 cm de la superficie descansando en posición vertical. El anuncio de su descubrimiento se produjo en una rueda de prensa ofrecida por el primer ministro de Victoria, Dick Hamer, el 8 de octubre de 1980 en Melbourne. Su descubridor Kevin Hillier designó como agentes encargados de la venta de la pepita a la compañía Kovac's Gems & Minerals. Finalmente se vendió a Golden Nugget Las Vegas, un casino en Las Vegas, Nevada, en donde está expuesta al público.
En un principio se le asignó un peso de tan solo 720 ozt, pero en mediciones posteriores resultó ser de 874,82 ozt. Esto explica por qué algunas publicaciones siguen atribuyéndole un peso incorrecto. Se la considera la mayor pepita de oro encontrada mediante detector de metales en ningún lugar del mundo. Tiene unas dimensiones de 47 cm × 20 cm × 9 cm. El precio de venta se estima que rondó el millón de dólares.